# Campeonato Mundial de Halterofilismo de 2021 - Até 71 kg feminino
A categoria até 71 kg feminino foi um evento do Campeonato Mundial de Halterofilismo de 2021, disputado em Tasquente, no Uzbequistão, no dia 13 de dezembro de 2021.

## Calendário
Horário local (UTC+5)
| Dia            | Horário | Fase    |
| -------------- | ------- | ------- |
| 13 de dezembro | 08:30   | Grupo C |
| 13 de dezembro | 13:00   | Grupo B |
| 13 de dezembro | 19:00   | Grupo A |

## Medalhistas
| Evento    | Ouro                  | Ouro   | Prata               | Prata  | Bronze                  | Bronze |
| --------- | --------------------- | ------ | ------------------- | ------ | ----------------------- | ------ |
| Arranque  | Evgeniia Guseva (FRH) | 104 kg | Olivia Reeves (USA) | 104 kg | Patricia Strenius (SWE) | 104 kg |
| Arremesso | Meredith Alwine (USA) | 135 kg | Sarah Davies (GBR)  | 132 kg | Joy Ogbonne Eze (NGR)   | 130 kg |
| Total     | Meredith Alwine (USA) | 235 kg | Sarah Davies (GBR)  | 234 kg | Patricia Strenius (SWE) | 231 kg |

## Recordes
Antes desta competição, o recorde mundial da prova era o seguinte:
| Recorde         | Tipo      | Atleta             | Peso   | Local    | Data                  |
| Recorde Mundial | Arranque  | Padrão mundial     | 117 kg |          | 1 de novembro de 2018 |
| Recorde Mundial | Arremesso | Zhang Wangli (CHN) | 152 kg | Asgabade | 6 de novembro de 2018 |
| Recorde Mundial | Total     | Zhang Wangli (CHN) | 267 kg | Asgabade | 6 de novembro de 2018 |

## Resultado
Os resultados foram os seguintes.
| Pos.              | Atleta                           | Grupo | Arranque (kg) | Arranque (kg) | Arranque (kg) | Arranque (kg)     | Arremesso (kg) | Arremesso (kg) | Arremesso (kg) | Arremesso (kg)    | Total |
| Pos.              | Atleta                           | Grupo | 1             | 2             | 3             | Resultado         | 1              | 2              | 3              | Resultado         | Total |
| ----------------- | -------------------------------- | ----- | ------------- | ------------- | ------------- | ----------------- | -------------- | -------------- | -------------- | ----------------- | ----- |
| Medalha de ouro   | Meredith Alwine (USA)            | A     | 100           | 102           | 103           | 10                | 132            | 135            | 138            | Medalha de ouro   | 235   |
| Medalha de prata  | Sarah Davies (GBR)               | A     | 96            | 99            | 102           | 7                 | 126            | 129            | 132            | Medalha de prata  | 234   |
| Medalha de bronze | Patricia Strenius (SWE)          | A     | 98            | 101           | 104           | Medalha de bronze | 127            | 130            | 130            | 5                 | 231   |
| 4                 | Olivia Reeves (USA)              | A     | 101           | 104           | 106           | Medalha de prata  | 127            | 127            | 130            | 6                 | 231   |
| 5                 | Vanessa Sarno (PHI)              | A     | 95            | 101           | 103           | 5                 | 128            | 131            | 131            | 4                 | 231   |
| 6                 | Joy Ogbonne Eze (NGR)            | B     | 95            | 100           | 104           | 9                 | 118            | 127            | 130            | Medalha de bronze | 230   |
| 7                 | Kristel Macrohon (PHI)           | A     | 95            | 100           | 103           | 4                 | 125            | 130            | 130            | 8                 | 228   |
| 8                 | Kumushkhon Fayzullaeva (UZB)     | A     | 99            | 102           | 105           | 6                 | 126            | 130            | 131            | 7                 | 228   |
| 9                 | Gülnabat Kadyrowa (TKM)          | A     | 101           | 104           | 105           | 8                 | 120            | 124            | 124            | 9                 | 225   |
| 10                | Evgeniia Guseva (FRH)            | A     | 100           | 104           | 106           | Medalha de ouro   | 120            | 126            | 127            | 11                | 224   |
| 11                | Siriyakorn Khaipandung (THA)     | A     | 95            | 98            | 98            | 11                | 118            | 121            | 122            | 14                | 216   |
| 12                | Harjinder Kaur (IND)             | A     | 90            | 90            | 90            | 18                | 115            | 119            | 121            | 10                | 211   |
| 13                | Lalchhanhimi (IND)               | B     | 87            | 90            | 92            | 16                | 115            | 119            | 122            | 12                | 209   |
| 14                | Manon Angonese (BEL)             | B     | 87            | 90            | 92            | 15                | 110            | 114            | 117            | 18                | 206   |
| 15                | Shania Bedward (CAN)             | B     | 88            | 88            | 92            | 14                | 108            | 112            | 117            | 19                | 204   |
| 16                | Daniela Ivanova (LAT)            | B     | 85            | 88            | 88            | 20                | 110            | 114            | 116            | 16                | 204   |
| 17                | Nadia Burke (CAN)                | C     | 84            | 87            | 87            | 21                | 108            | 112            | 116            | 15                | 203   |
| 18                | Lijana Jakaitė (LTU)             | B     | 89            | 89            | 91            | 19                | 110            | 114            | 116            | 17                | 203   |
| 19                | Ebony Gorincu (AUS)              | B     | 85            | 85            | 90            | 23                | 110            | 115            | 118            | 13                | 203   |
| 20                | Eygló Fanndal Sturludóttir (ISL) | C     | 84            | 88            | 92            | 13                | 104            | 108            | 110            | 21                | 202   |
| 21                | Natalia Prișcepa (MDA)           | B     | 91            | 94            | 96            | 12                | 108            | 112            | 112            | 22                | 202   |
| 22                | Line Gude (DEN)                  | B     | 88            | 90            | 93            | 17                | 111            | 112            | 115            | 20                | 202   |
| 23                | Darcy Kay (AUS)                  | C     | 80            | 80            | 85            | 22                | 105            | 111            | 111            | 23                | 190   |
| 24                | Roberta Tabone (MLT)             | C     | 79            | 82            | 85            | 24                | 102            | 106            | 106            | 24                | 184   |
| 25                | D.T. Gurugama (SRI)              | C     | 65            | 70            | 74            | 25                | 85             | 91             | 94             | 25                | 168   |
| 26                | Holly O'Shea (GIB)               | C     | 67            | 69            | 71            | 26                | 87             | 90             | 92             | 26                | 163   |
| —                 | Ilia Hernández (ESP)             | B     | 88            | 88            | 88            | —                 | —              | —              | —              | —                 | —     |